# Prime Minister and I
Prime Minister and I (en hangul, 총리와 나; en hanja, 總理와 나; romanización revisada, Jongriwa na), conocida también en español como Primer ministro y yo y El Primer Ministro sale con alguien, es una serie de televisión de Corea del Sur emitida originalmente entre 2013-2014 por KBS 2TV protagonizada por Im Yoo Na, Lee Beom Soo, Yoon Shi Yoon, Chae Jung Ahn y las participaciones antagónicas de Ryu Jin, Yoon Hae Young y Min Sung Wook.
Fue emitida en su país de origen desde el 9 de diciembre de 2013 hasta el 4 de febrero de 2014, con una longitud de 17 episodios al aire las noches de los días lunes y martes a las 22:00 (KST).

## Sinopsis
A sus 42 años, Kwon Yul es el primer ministro más joven de Corea del Sur. En la cúspide de su reputación como un hombre honesto con la mayor integridad, es también un viudo criando a sus tres hijos solo. Pero lo que el público no sabe es que a pesar de su imagen perfecta, Yul es en realidad un padre que lucha carente de incluso la más básica de las habilidades de crianza.
Nam Da Jung es una periodista que recurre a escribir para un periódico sensacionalista de mala calidad para mantener a su padre enfermo, pero cuando ella persigue al primer ministro Kwon un exposé lucrativo, termina sacando mucho más de lo que esperaba y los dos terminan en un contrato de matrimonio.

## Reparto

### Principal
- Lee Beom Soo como Kwon Yul.
- Yoona como Nam Da Jung.
- Chae Jung Ahn como Seo Hye Joo.
- Yoon Shi Yoon como Kang In Ho.
- Ryu Jin como Park Joon Ki.

### Secundario
Cercanos de Kwon Yul
- Choi Soo Han como Kwon Woo Ri.
- Min Seo Jeon como Kwon Na Ra.
- Lee Do Hyun como Kwon Man Se.
- Jung Ae-youn como Park Na-young.
- Jun Won Joo como Na Young Soon.
- Lee Young Bum como Shim Sung Il.

Cercanos de Da Jung
- Lee Han-wi como Nam Yoo-sik.
- Choi Deok-moon como Go Dal-pyo.
- Lee Tae-ri como Park Hee Chul - (salió en los créditos como Lee Min Ho).
- Min Sung Wook como Byun Woo Chul.

Cercanos de In Ho
- Kim Ji Wan como Kang Soo Ho.

Cercanos de Joon Ki
- Yoon Hae Young como Na Yoon Hee.
- Jang Hee Woong como Bae In Kwon.

Otros
- Song Min Hyung como Kim Tae Man.
- Kim Jong Soo como Gong Taek Soo.
- Hong Sung Sook como Jang Eub Hye.
- Lee Yong Yi como Lee Dal Ja.
- Go Joo Yun como Roori.
- Suho (EXO) como Han Tae Woong.[4]
- Lee Deok Hwa como Padre de Yoon Hee.[5]
- Oh Man-seok como Gangster.
- Song Bo Eun como Guardia.
- Ko Kyu-pil como un Guardaespaldas del primer ministro.
- Han Young Je como Guardia.
- Jung Da-bin como Seo Hye Joo.
- Ryu Ui-hyun como Hyeon-seo.
- Kim Jong-soo como Kong Taek-soo.

## Banda sonora
1. "Steps (발걸음)" - Taemin
2. "I Love You to Death (죽을 만큼 사랑하라)" - Yoon Gun (윤건)
3. "Sweet Lies (다정한 거짓말)" - Barberettes (바버렛츠)
4. "Carol of Arirang"
5. "Morning (아침)"
6. "Sound of Snowing (눈 오는 소리)"
7. "A Serious Face"
8. "I Love You to Death (죽을 만큼 사랑하라)" (versión de banda) - Yoon Gun (윤건)
9. "Steps (발걸음)" (versión silbato)
10. "She's Kitty"
11. "I Love You to Death (죽을 만큼 사랑하라)" (versión en guitarra)

## Audiencia
| Ep. #    | Fecha                   | Índice de audiencia | Índice de audiencia | Índice de audiencia | Índice de audiencia |
| Ep. #    | Fecha                   | TNmS Ratings        | TNmS Ratings        | AGB Nielsen         | AGB Nielsen         |
| Ep. #    | Fecha                   | Nacional            | Seúl                | Nacional            | Seúl                |
| -------- | ----------------------- | ------------------- | ------------------- | ------------------- | ------------------- |
| 1        | 9 de diciembre de 2013  | 5.4 %               | 5.8 %               | 5.9 %               | 5.4 %               |
| 2        | 10 de diciembre de 2013 | 5.0 %               | 5.9 %               | 5.4 %               | 5.0 %               |
| 3        | 16 de diciembre de 2013 | 5.5 %               | 6.1 %               | 7.3 %               | 7.4 %               |
| 4        | 17 de diciembre de 2013 | 5.8 %               | 6.4 %               | 6.5 %               | 7.0 %               |
| 5        | 23 de diciembre de 2013 | 6.0 %               | 6.1 %               | 5.9 %               | 5.5 %               |
| 6        | 24 de diciembre de 2013 | 5.5 %               | 5.9 %               | 5.7 %               | 5.4 %               |
| 7        | 30 de diciembre de 2013 | 8.0 %               | 8.6 %               | 8.9 %               | 10.0 %              |
| 8        | 6 de enero de 2014      | 6.0 %               | 6.1 %               | 7.3 %               | 8.3 %               |
| 9        | 7 de enero de 2014      | 7.3 %               | 8.3 %               | 7.3 %               | 8.0 %               |
| 10       | 13 de enero de 2014     | 6.7 %               | 7.0 %               | 6.9 %               | 7.1 %               |
| 11       | 14 de enero de 2014     | 6.6 %               | 7.3 %               | 6.5 %               | 6.7 %               |
| 12       | 20 de enero de 2014     | 6.2 %               | 6.5 %               | 6.1 %               | 6.2 %               |
| 13       | 21 de enero de 2014     | 5.5 %               | 5.6 %               | 6.0 %               | 6.3 %               |
| 14       | 27 de enero de 2014     | 5.8 %               | 6.7 %               | 5.5 %               | 6.3 %               |
| 15       | 28 de enero de 2014     | 5.8 %               | 6.1 %               | 6.1 %               | 6.3 %               |
| 16       | 3 de febrero de 2014    | 5.7 %               | 5.8 %               | 4.9 %               | 5.6 %               |
| 17       | 4 de febrero de 2014    | 5.9 %               | 6.3 %               | 6.1 %               | 6.1 %               |
| Promedio | Promedio                | 6.0 %               | 6.5 %               | 6.3 %               | 6.6 %               |

## Premios y nominaciones
| Año  | Premio                                       | Categoría                                       | Nominado            | Resultado |
| ---- | -------------------------------------------- | ----------------------------------------------- | ------------------- | --------- |
| 2013 | KBS Drama Awards                             | Premio a la excelencia, Actor en una miniserie  | Lee Beom Soo        | Nominado  |
| 2013 | KBS Drama Awards                             | Premio a la excelencia, Actriz en una miniserie | Yoona               | Ganadora  |
| 2013 | KBS Drama Awards                             | Premio a la mejor pareja                        | Lee Bum Soo y Yoona | Ganadores |
| 2013 | KBS Drama Awards                             | Premio Netizen                                  | Yoona               | Nominada  |
| 2014 | 50th Baeksang Arts Awards                    | Actriz más popular (TV)                         | Yoona               | Nominada  |
| 2014 | 16th Seoul International Youth Film Festival | Mejor actriz joven                              | Yoona               | Nominada  |

## Emisión internacional
- Filipinas: GMA Network.[8]
- Hong Kong: Drama Channel.
- Tailandia: PPTV.
- Taiwán: Videoland.